# マツモトクラブ
マツモトクラブ（1976年6月8日 - ）は、日本のお笑いタレント、俳優。本名、松本 洋平（まつもと ようへい）。東京都調布市出身。ソニー・ミュージックアーティスツ（SMA NEET Project）所属。R-1ぐらんぷり2015準優勝。

## 略歴
小学生の時から、お楽しみ会でコントをやったり、昼休みの放送で自分の歌を流したりなど芸を披露し、お笑い番組を視ていたことでお笑いに憧れていたことはあったが、この当時はお笑いは自分には向いていないと思い込んでいた。
舞台の裏方や放送作家を目指し、東放学園放送専門学校に入学。同校在学中に校内で製作した短編映画に出たりするうちに、自分としては役者として表に出て行った方が良いと思うようになり、同校卒業後は劇団シェイクスピア・シアターに所属。本名名義で『マクベス』、『冬物語』、『ペリクリーズ』や『十二夜』、『夏の夜の夢』に出演する舞台俳優として活動し、俳優座劇場の舞台にも立っていた。2006年に資金問題から退団するが、一般の仕事をする一方でその後も客演などで舞台活動は続けていた。
iPhoneを購入したことをきっかけに、録音と芝居を組み合わせた映像作品をYouTubeに発表。それを見た、お笑いに詳しい劇団時代の後輩に現在の事務所を紹介され、2011年よりお笑い芸人に転身、現在の芸名となる。

### R-1ぐらんぷり
カンテレ『R-1ぐらんぷり』決勝の常連であり、2015年から2019年まで5年連続で決勝進出を果たし、2021年、2025年にも決勝へ進んだ。なお、決勝出場7回のうち5回は敗者復活からの進出（うち1位通過は3回）で「ミスター敗者復活」の異名も持つ。
- 『R-1ぐらんぷり2015』において、復活ステージを2位で通過し決勝戦に初進出。Bブロックを突破するも、じゅんいちダビッドソンに敗退し準優勝[7]。
- 『R-1ぐらんぷり2016』では復活ステージを1位で突破し、決勝トーナメントCブロックでネタを披露するも、ファイナルステージ進出とはならなかった。2年連続での敗者復活戦突破は史上初だった。
- 『R-1ぐらんぷり2017』では、初めて通常枠での決勝進出となった。キャッチコピーは「さすらいの独りシネマ」。結果はCブロック4位であり、ファイナルステージ進出を逃した。
- 『R-1ぐらんぷり2018』は再び復活ステージ1位からの敗者復活だったが、ファイナルステージ進出はならなかった。
- 『R-1ぐらんぷり2019』では復活ステージ2位通過で決勝Bブロックでネタを披露、結果はファイナルステージ進出とはならなかった。
- 『R-1ぐらんぷり2020』では復活ステージ6位以下だったため決勝進出を逃し（復活枠は1名）、2015年から続いていた連続決勝進出が途絶えた。
- 『R-1グランプリ2021』では復活ステージを勝ち上がるも（復活枠は1名）決勝戦は9位に終わり、ファイナルステージ進出はならず。今大会から出場資格に芸歴10年以内という出場制限が設けられたことに伴い、今回がラストイヤーのはずだったが、のちに2011年11月デビューのため2022年がラストイヤーとなることが判明した[9]。
- ラストイヤーとなった『R-1グランプリ2022』では復活ステージ2位以下だったため決勝進出を逃した（復活枠は1名）。
- 芸歴制限が撤廃された『R-1グランプリ2024』では準決勝進出[10]。
- 『R-1グランプリ2025』では4年ぶり（3回ぶり）に決勝進出を果たした[11]。ファーストステージラストの9番手で登場するも、6位に終わった。

## 人物
趣味はパチンコ（打ちながらネタを考える）、好きな食べ物はカレーライス、味噌ラーメン。メガネは伊達眼鏡である。タバコはラークマイルド9ミリを愛煙している。
ネタは全て音源を使うということで、事前に録音したセリフを流し、それに合わせてやりとりするというのが基本スタイル。録音したセリフが本人目線というパターンもある。その発想は映画、演劇に近いと言われる。「ストリートミュージシャン」のネタは実際にストリートミュージシャンを観たことから作ったと言われ、「記念写真」「4丁目のコンビニ」「キャッチボール」の各ネタも、実体験や日常の中から探したものをネタにしたと言う。
AR三兄弟の川田十夢とは小学生時代から30年来の親交があり、小学2年生の時は一緒にネタ作りもしたことがあった。
R-1出場後、ネット上で「関ジャニ∞の渋谷すばるに似ている」と話題になった。

## 出演

### ライブ
- 新人内さまライブ（『内村さまぁ〜ず』のライブ、このライブの常連の一人でもあり、2014年のチャンピオン大会にも進出した[16]）
- 天狗の鼻ボキライブ（モダンタイムス、脳みそ夫、ランジャタイとの定期ライブ）
- まつまつトーク（まつばっちとのトークライブ）
- ヘイヘイタイム（AMEMIYAとの定期ライブ）
- 7ピンLIVE（石出奈々子、キャプテン渡辺、TAIGA、中村涼子、三福エンターテイメント、ルシファー吉岡とのユニットライブ　第1回は2016年4月22日[17]）

### 単独ライブ
- ハツモトクラブ（2013年11月4日）
- マツモトクラブ〜ベストネタ収録ライブ〜「ヒゲメガネ thank you！」（2015年3月23日）
- ゆうやけ空(2018年6月2日、3日 シアターモリエール)
- ～マツモトクラブ単独ライブツアー～「ジャンピング」(2019年6月4日、5日　東京 座・高円寺2/2019年7月6日、7日 大阪 SPACE9/2019年7月9日 福岡 レソラNTT夢天神ホール)
- マツモトクラブ単独ライブ～ベストネタ収録ライブ～「クラシック」(2019年12月15日　シアターモリエール)
- マツモトクラブ単独ライブ「《音》〜ON〜」(2021年5月2日)

### テレビ
- 笑点 特大号（BS日テレ）- 2015年4月29日
- ナカイの窓（日本テレビ）- 2015年8月12日
- 前略、西東さん（中京テレビ放送）
- 白黒アンジャッシュ（千葉テレビ放送）
- オサレもん（フジテレビ）- 2015年4月1日、2015年5月9日
- 速報!有吉のお笑い大統領選挙（テレビ朝日）- 第2回（2015年4月26日・予備選出演、「当選者」に選ばれる[18]）、第3回（2015年12月29日・本選出演）
- 今夜もドル箱V（テレビ東京）- 2015年7月1日、2015年12月9日
- こそこそチャップリン（テレビ東京）- 2015年12月6日、2016年3月20日、2016年3月27日
- じわじわチャップリン（テレビ東京）- 2016年4月2日から、11週出演
- そこそこチャップリン（テレビ東京）- 2016年8月21日
- 超ハマる!爆笑キャラパレード（フジテレビ）- 2016年5月7日、2016年5月28日、2016年7月9日、2016年8月13日
- バクモン学園（テレビ朝日、2017年4月3日 - ）- レギュラー出演
- 内村さまぁ〜ず #259 (TOKYO MX、2017年3月27日)
- にちようチャップリン（テレビ東京）- 2017年4月30日から不定期出演
- わらたまドッカ〜ン（NHK Eテレ、2018年6月4日、2018年8月6日・2018年12月3日（再放送）、2019年2月25日（VSジャイアントジャイアン）、2020年9月7日）
- アメトーーク! お笑い事務所「ソニー芸人」（テレビ朝日、2021年5月20日）
- ぷみぷみVEE（TOKYO MX、2022年12月2日 - 2023年3月3日）
- The Wakey Show（NHK Eテレ、2025年3月31日 - ）

### ラジオ
- マイナビ Laughter Night（2017年2月11日、TBSラジオ）
- INNOVATION WORLD（2019年4月19日 - 2021年5月28日、J-WAVE）- テクノコントコーナーレギュラー
- JUMP UP MELODIES TOP20（2021年4月2日、TOKYO FM）
- MUSIClock with THE FIRST TIMES（2022年4月[19]、2022年8月2日 - 2024年9月30日、interfm） - 水曜レギュラー
- ふわっち presents らじおっつ（2024年9月9日 - 、TBSラジオ） -  ランジャタイ伊藤の代役で国崎と共に不定期出演
- MUSIClock+（2024年11月1日 - 2025年6月27日、InterFM897) - 週替わりアシスタント

### テレビドラマ
- グッド・バイ（2018年7月15日 - 9月30日、テレビ大阪）- バーテンダー 遠藤 役
- 深夜のダメ恋図鑑 第9話（2018年12月2日、朝日放送） - 由紀夫 役
- 元町ロックンロールスウィンドル 第5話（2019年4月29日、サンテレビ） - スライダー堺 役
- 100文字アイデアをドラマにした! 第5話（2020年2月18日、テレビ東京）- 店長 早乙女 役
- 惑星スミスでネイキッドランチを 第5話（2021年5月3日、サンテレビ） - モダンラブオ 役
- 警視庁・捜査一課長 season5 第8話（2021年6月3日、テレビ朝日） - 須山亮 役
- 痴情の接吻（2021年7月4日 - 2021年9月27日、朝日放送） - 戸石哲郎 役
- 稲妻ムービーマーケット 第4話（2023年4月24日、サンテレビ） - 誠司 役
- ライ麦畑でgigをして 第1話（2023年12月26日、サンテレビ）
- 風のふく島 第12話（2025年3月29日、テレビ東京） - 先生 役[20]

### 映画
- 劇場版ほんとうにあった怖い話2016「B&B」（2016年10月29日）
- ヴィヴィアン武装ジェット（2017年、監督：島田角栄）- 前田刑事 役
- 劇場公開映画「あまのがわ」（2018年下半期公開予定）- 仮屋圭二 役[21]
- いつまでも忘れないよ(2019年5月31日、監督：堀内博志） - 西田大善 役
- 裏表紙(2023年春公開、監督：川元文太(ダブルブッキング)) - 鈴木浩二 役
- 誰が為に花は咲く（2024年公開予定、監督：藤原知之） - 佐久間秀明 役[22]
- 祝日(2025年春公開短編映画、監督：川元文太(ダブルブッキング)) - 影山 役[23]

### ウェブテレビ
- 劇団さまぁ～ず（2018年 - 2019年、GYAO） - 講談師、桃太郎の同僚・松本役
- 対決落語（2021年7月28日 - 8月15日、Twitter / YouTube） - 山楽亭海猫 役[24]
- 東京彼女京子編 第2話(2023年5月8日、10分ドラマ『東京彼女』公式) - ナオト 役
- 幽☆遊☆白書（2023年12月14日、Netflix） - 研究者 役
- 絶望的につまらない金持ちイケメン彼氏と結婚できますか？＃絶望プロポーズ（2025年4月26日、タテドラ） - バーのマスター 役

### CM
- みずほ銀行 日本宝くじ協会　BINGO５(ビンゴ5) 「ライブ中止篇」（2017年3月 - ）
- キリンビール 「ホワイトホース ファインオールド」（2019年7月　- ）
- 敷島製パン　Pasco 超熟「追いバター篇」（2020年1月 - ）
- 江崎グリコ アーモンド効果（2025年3月 - ）

### MV
- Nulbarich「It’s All For Us」（2021年12月22日）[25]

## 作品

### DVD
- ヒゲメガネ thank you！（2015年5月27日）
- ヒトミシリ want you！（2016年7月27日）
- クラシック　(2020年3月25日)

### 小説
- 私とアタシ（2018年12月7日、「最低な出会い、最高の恋」収録、ソニーミュージックエンタテインメント）[26]